# 河治和香
河治 和香（かわじ わか、1961年 - ）は、日本の小説家、時代小説作家。

## 人物・来歴
東京都葛飾区柴又生まれ。日本大学芸術学部映画学科卒業。CBSソニー勤務を経て、日本映画監督協会に事務職として勤めるかたわら、副業でアイドル映画のシナリオを書いていた。江戸風俗研究家の三谷一馬に師事し、江戸風俗を学ぶ。2003年、『秋の金魚』で第2回小学館文庫小説賞を受賞し、小説家デビューを果たす。2018年、『がいなもん　松浦武四郎一代』で第3回北海道ゆかりの本大賞、第25回中山義秀文学賞、第13回舟橋聖一文学賞をそれぞれ受賞。北海道北広島市在住。

## 著書
- 『秋の金魚』小学館 2003　のち文庫
- 『笹色の紅 幕末おんな鍼師恋がたり』小学館 2006
- 『侠風むすめ 国芳一門浮世絵草紙』小学館文庫 2007
  - 『あだ惚れ 国芳一門浮世絵草紙 2』小学館文庫 2007
  - 『鬼振袖 国芳一門浮世絵草紙 3』小学館文庫 2009
  - 『浮世袋 国芳一門浮世絵草紙 4』小学館文庫 2010
  - 『命毛 国芳一門浮世絵草紙 5』小学館文庫 2011
  - 『ニッポンチ! 国芳一門明治浮世絵草紙』小学館, 2020.11
- 『ひとり夜風 紋ちらしのお玉』角川文庫 2010
  - 『紋ちらしのお玉』角川文庫 2010
  - 『時雨ごこち 紋ちらしのお玉』角川文庫 2011
- 『鍼師おしゃあ 幕末海軍史逸聞』小学館文庫 2012
- 『未亡人読本 いつか来る日のために』新潮文庫 2012
- 『どぜう屋助七』実業之日本社 2013 のち文庫
- 『遊戯神通　伊藤若冲』小学館 2016　のち文庫
- 『がいなもん　松浦武四郎一代』小学館 2018